# Šejla Kamerić
Šejla Kamerić (Sarajevo, 1976) és una artista bòsnia. Va estudiar a l'Acadèmia de Belles Arts de Sarajevo, al Departament de Disseny Gràfic.
Entre 1994 i 1997, va col·laborar amb el grup de disseny "Trio" de Sarajevo. Llavors va treballar com a directora artística per a l'Agència de publicitat Fabrika, lloc que ocuparia fins a l'any 2000. Aquell any va participar en la Manifesta a Ljubljana. És Membre del Parlament Cultural Europeu (2003). Des de 2007 té una beca DAAD Artist in Residency Fellowship a Berlín. Actualment viu i treballa entre Sarajevo i Berlín.

## Obra
Com a artista està especialitzada en vídeo, cinema, instal·lació, i disseny de llibres. Forma part del grup d'artistes balcànics que treballen sobre conceptes com l'adaptació de la societat balcànica al capitalisme i els processos de creació i desintegració d'identitats nacionals. Per fer-ho Kamerić fa servir diverses tècniques artístiques, entre elles pel·lícules, vídeo-instal·lacions i fotografies, relatant sovint la seva pròpia experiència com a persona que ha viscut la guerra dels Balcans.

### Obres principals
- 2011 Šejla Kamerić i Anri Sala 1395 dies sense vermell", 2011
- 2008 I remember I forgot
- 2008 Red
- 2007 Green
- 2007 What do I know
- 2006 30 Years After
- 2006 Curtain, Snow, Peace
- 2006 Remains
- 2005 Sorrow
- 2005 Sejla-San
- 2005 Pink Line VS Green Line
- 2004 Untitled /daydreaming/
- 2004 Imagine
- 2004 FREI
- 2003 Bosnian Girl
- 2002 Dream House
- 2002 Closing the Border
- 2001 Basics
- 2000 EU/Others

### Vídeos
- 2007 What do I know
- 2006 Remains
- 2004 Untitled /daydreaming/
- 2004 Imagine
- 2002 Dream House
- 2000 American Dream
- 2000 Here
- 1999 Before Beginning

## Exposicions rellevants
- 2011 - 1395 dies sense vermell, Šejla Kamerić i Anri Sala, MACBA, Barcelona[1]

## Premis i reconeixements
El seu curtmetratge "No sé", va ser guardonat al Festival Internacional de Cinema "Croosing Europa" a Linz el 2007 i va participar en el Festival de Cinema de Venècia, el mateix any.